# Mexikoente
Die Mexikoente (Anas diazi) ist ein Entenvogel, der zu den Schwimmenten gerechnet wird. Sie ist im Süden der USA sowie in Mexiko beheimatet. 

## Erscheinungsbild

### Allgemeine Kennzeichen und Verwechslungsmöglichkeiten
Die Mexikoente ist eine große Gründelente. Sie erreicht eine Körperlänge von 51 bis 56 Zentimetern. Ihr Federkleid ähnelt sehr dem Weibchen der Stockente. Das Körpergefieder ist jedoch etwas dunkler und das Gesicht heller, wenn auch der Kontrast nicht so ausgeprägt ist wie bei der Dunkelente. Da sich weder das Verbreitungsgebiet der Dunkelente noch normalerweise das der gleichfalls ähnlichen Floridaente mit dem der Mexikoente überlappen, kann allein aus der Verbreitung auf die Art geschlossen werden.
Die Mexikoente hat einen grünlichen Flügelspiegel mit einem schmalen weißen Band am Ende. Die Schwanzfedern weisen wenig bis gar kein Weiß auf. Diese beiden Merkmale dienen zur Unterscheidung von der Stockente.

### Details des Erscheinungsbildes
Die Mexikoente weist weder einen saisonalen Dimorphismus noch einen ausgeprägten Geschlechtsdimorphismus auf. Auffällig ist im Vergleich zur Stockente vor allem der eher schwärzliche Schwanz und die kontrastierenden hellen Gesichts- und Halsseiten. Der Schnabel des Männchens ist grünlich gelb, während der des Weibchens mehr olivgrün ist. Der Schnabel kann an der Basis fast orange sein. Auf dem Oberschnabel finden sich keine dunklen Markierungen. Das Federkleid von noch nicht geschlechtsreifen Jungenten wirkt etwas gestreift. 
Grundsätzlich ist das Federkleid der Mexikoente sehr variabel. Im Verbreitungsgebiet finden sich außerdem zahlreiche Hybriden vor allem mit Stockenten.

## Verbreitungsgebiet
Die Mexikoente kam früher vom Süden der USA bis nach Zentralmexiko vor. Das Verbreitungsgebiet ist heute infolge von Lebensraumveränderungen fragmentiert. Zu den Brutgebieten zählt der Einzugsbereich des Rio Grande in New Mexico und Texas sowie der Einzugsbereich des Gila Rivers im Südwesten von New Mexico sowie ein kleines Gebiet an der Grenze zwischen Arizona und New Mexico. 
In Mexiko brütet die Mexikoente überwiegend in den Bundesstaaten Chihuahua, Durango, Jalisco und México. 
Die Mexikoente gilt gewöhnlich als Standvogel. Es gibt jedoch Indizien dafür, dass sie entlang des Rio Grande zieht. Im mexikanischen Bundesstaat Chihuahua sind im Winterhalbjahr außerdem nur sehr wenige Mexikoenten zu beobachten.

## Systematik
Die Mexikoente weist eine hohe Ähnlichkeit zu der Stockente auf und wird gelegentlich als Unterart der Stockente eingeordnet. Ihr Federkleid ist sehr variabel und sie kreuzt sich häufig mit der Stockente und der Floridaente. DNA-Analysen, die in den letzten Jahren durchgeführt wurden, weisen jedoch darauf hin, dass es sich bei der Mexikoente um eine zwar noch verhältnismäßig junge, aber durchaus eigenständige Art handelt. Die Untersuchungen legen nahe, dass vor allem eine Verwandtschaft mit der Dunkelente besteht. Die Einordnung der Mexikoente zu den Stockenten war hauptsächlich in der Mitte des 20. Jahrhunderts üblich. Auch die Laysanente und die Hawaiiente, die heute weitgehend unumstritten als eigenständige Arten gesehen werden, wurden während dieser Zeit der Stockente zugeordnet.
Zu Beginn des 20. Jahrhunderts unterschied man für die Mexikoente zwei Unterarten: Anas diazi diazi galt als Unterart mit dem südlicheren Verbreitungsgebiet, Anas diazi novimexicana wurde ein Verbreitungsgebiet in Neu-Mexiko zugeordnet. Diese Einteilung wird heute nicht mehr als valide angesehen.

## Etymologie und Forschungsgeschichte
Die Erstbeschreibung der Mexikoente erfolgte 1886 durch Robert Ridgway unter dem Namen Anas diazi. Das Typusexemplar von der Mexican Geographical and Exploring Commission unter der Direktion von Augustín Díaz (1830–1893) an der Laguna del Rosario in Tlaxcala gesammelt. 1758 führte Carl von Linné die neue Gattung Anas ein, der dieser 39 Arten zuordnete. Anas, anatis ist das lateinische Wort für „Ente“. Der Artname »diazi«  ist dem Leiter des naturhistorischen Teils der Expedition Augustín Díaz gewidmet.